# IBM 7070

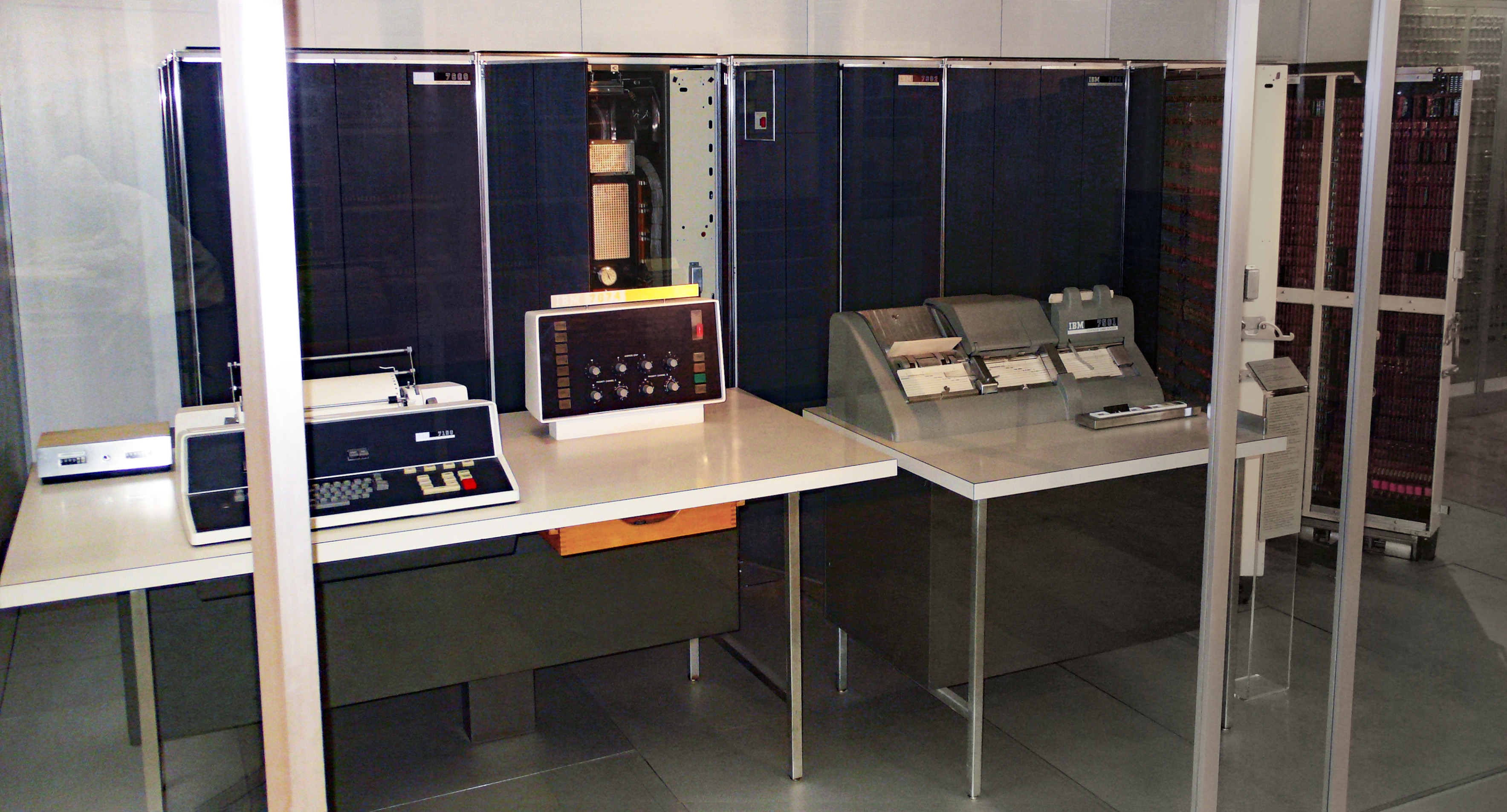
IBM 7070

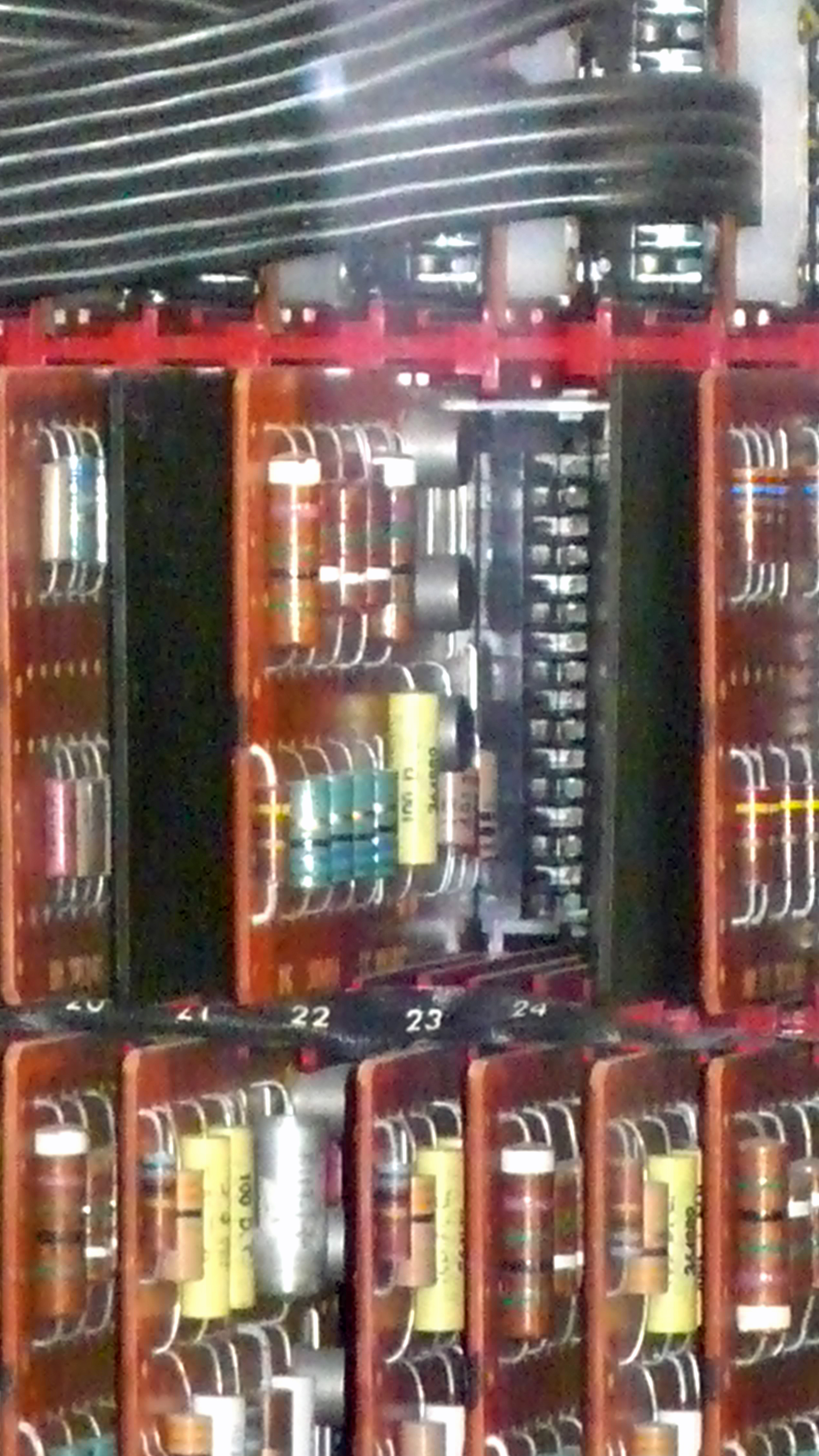
IBM 7070 トランジスタ回路 SMSボード

IBM7070は、1958年に発表された十進方式中間データ処理システムである。
IBM700/7000シリーズの一部であり、それまで真空管であった部分をトランジスタ化したIBM初のプログラム内蔵方式である。
「トランジスタ化した IBM 650」としてアップグレードパスを提供するよう設計されており、IBM 650やIBM 705の後継として期待されていたが、IBM 7070とIBM 650との命令において互換性を持つように設定されていなかったことや、古いプログラムを実行するためにシミュレータが必要なこと、IBM 705のグレードアップ版としても発売されたもののIBM 705の文字セットを完全に表すことができなかったことなど非互換性が多かったため、完全な互換性を持つIBM 7080への転換が推進された。
また、IBM 7070シリーズでは、5者択2符号を用いてコード化し、文字は2桁のコードを用いて表され、データは十進10桁で保存されており、CPUの速度は約27KIPSであった。
このシリーズでは後にIBM 7072（1960年）とIBM 7074（1961年）が発表されて、その後徐々にIBM System/360（1964年発表）に置き換えられていった。